# Fredagen den 13:e del VI – Jason lever
Fredagen den 13:e del 6 – Jason lever är en amerikansk skräckfilm från 1986, med manus och regi av Tom McLoughlin.

## Handling
Tommy Jarvis återkommer för tredje filmen i rad. Denna gång rymmer han från mentalsjukhuset där har varit inskriven de senaste åren. Tommy vill försäkra sig om att Jason skickas till helvetet en gång för alla genom att bränna upp hans begravda kropp. När han med hjälp av en annan kamrat från mentalsjukhuset grävt upp Jasons kista kommer plötsligt alla hans hemska minnen tillbaka och i ren ilska börjar han hugga Jasons lik med ett metallspett. Strax därpå slår blixten ner i metallspettet och Jason väcks till liv igen! Förfärad över sitt misstag beger sig Tommy till närmaste polisstation för att varna alla att Jason är tillbaka, men vem kommer att tro på en förrymd mentalpatient?
Jason är återigen ute efter hämnd och beger sig till Camp Crystal Lake, som nu är fullt med barn och nya lägerledare...

## Om filmen
Alice Cooper bidrog med tre låtar till filmen. "Hard Rock Summer", "Teenage Frankenstein" och "He's Back (The Man Behind the Mask)".